# 中层管理人员
中层管理人员是介于基层管理人员和高级管理人员之间的管理者。中层管理人员的级数和人数取决于组织或企業的大小。在一个小公司中，可能没有中层管理人员，但在一个跨国公司中，中层管理人员可能分为多个层次。中层管理人员的权力取决于公司的授权程度。
有些中层管理人员有较大的决策权和影響力，例如中層管理人員在向基層員工傳達高層指令時信息时隨意解釋指令，這也會导致不同级别员工之间的沟通可能會出現障碍 。還有人認為企業不應該設立中层管理人员並認為中层管理人员效率低下、表现不佳並且阻礙企業創新，同時這些人薪資也不低。